# Удушье (фильм)
«Удушье» (англ. Choke) — дебютный фильм режиссёра Кларка Грегга. Фильм снят по одноимённому роману североамериканского писателя Чака Паланика.

## Сюжет
Виктор Манчини бросил медицинскую школу, так как разработал гениальное мошенничество, чтобы оплатить больничные счета для своей матери, страдающей болезнью Альцгеймера: во время обеда в высококлассных ресторанах изображал удушье кусочком пищи. Затем он позволяет «спасти» себя покровителям, которые, чувствуя ответственность за жизнь Виктора, отправляют ему чеки для его содержания. Когда у него не получается этот трюк, Виктор прогуливается в поисках сексуальных приключений и для восстановления своего мастерства, навещает свою угасающую мать и проводит дни, работая в тематическом парке колониального периода.

## В ролях
| Актёр             | Роль                      |
| ----------------- | ------------------------- |
| Сэм Рокуэлл       | Виктор Манчини            |
| Анжелика Хьюстон  | мать Виктора Айда Манчини |
| Келли Макдональд  | Пейдж Маршал              |
| Брэд Уильям Хэнке | Дэнни                     |
| Бижу Филлипс      | Урсула                    |
| Пас де ла Уэрта   | Нико                      |
| Джоэл Грей        | Фил                       |
| Хизер Бёрнс       | Гвен                      |
| Мэтт Джеральд     | детектив Райан            |